# Jerzy Talaga
Jerzy Stanisław Talaga (ur. 25 maja 1929 w Śniatynie) – polski piłkarz i trener piłkarski, szkoleniowiec, pedagog i publicysta, doktor nauk o wychowaniu fizycznym, wieloletni wykładowca i profesor uczelni na Akademii Wychowania Fizycznego w Warszawie.

## Życiorys

### Młodość i wykształcenie
Jego ojciec był urzędnikiem Izby Skarbowej w Rzeszowie. W 1949 zdał maturę w I Gimnazjum i Liceum im. St. Konarskiego w Rzeszowie. W 1954 został absolwentem Akademii Wychowania Fizycznego w Warszawie. W 1976 uzyskał stopień naukowy doktora nauk o wychowaniu fizycznym, broniąc dysertacji poświęconej usytuowania zawodu trenera w społeczeństwie, w 1987 został docentem.  

### Staż zawodniczy i trenerski
Wychowanek i członek zarządu klubu sportowego „Resovia” Rzeszów. Zawodnik piłki nożnej w drużynie AZS-AWF Warszawa. Trener II klasy w piłce nożnej – po studiach w AWF; trener klasy I (1963) i klasy specjalnej (1970). Trener II reprezentacji Polski juniorów 1966–1968; trener w młodzieżowej szkole sportowej w Warszawie 1957–1960; trener drużyny juniorów WKS Gwardia Warszawa 1960–1962 (wicemistrz Polski); trener koordynator pierwszoligowej Stali Mielec (1973–1975); trener koordynator drugoligowych drużyn KS „Radomiak” i „Broń” Radom 1976–1977; trener edukator Polskiego Związku Piłki Nożnej (2013), trener UEFA Pro.

### Praca szkoleniowa
W latach 1952–1954 był kierownikiem organizacyjnym drużyny piłkarskiej AZS-AWF Warszawa. W 1954 po zakończeniu studiów na Akademii Wychowania Fizycznego w Warszawie podjął pracę naukową na tej uczelni. Uzyskując licencję trenera II klasy objął także trzecioligową drużynę AZS-AWF Warszawa, w której występował m.in. Andrzej Strejlau. 
W 1976 został kierownikiem Zakładu Teorii i Metodyki Sportowej Gier Zespołowych Akademii Wychowania Fizycznego w Warszawie. Funkcję pełnił do 1991.   
W latach 1960–1968 był członkiem sekcji młodzieżowej Polskiego Związku Piłki Nożnej. W latach 1971–1973 oraz 1974–1976 był kierownikiem wyszkolenia w PZPN. W latach 1972–1976 pełnił funkcję przewodniczącego Wydziału Szkolenia PZPN. 
Wraz z Kazimierzem Górskim opracował koncepcję przygotowań reprezentacji Polski w piłce nożnej do Letnich Igrzysk Olimpijskich 1972, gdzie polscy piłkarze zdobyli złoty medal olimpijski.
Podczas pracy zawodowej prowadził wykłady i zajęcia dla studentów specjalizacji piłki nożnej w AWF Warszawa, w Białej Podlaskiej (filia AWF Warszawa) oraz w Mielcu. W latach 1991–2010 był redaktorem naczelnym czasopisma fachowego PZPN „Trener”. Był prelegentem na wykładach w ramach kursów dla trenerów w: Szwajcarii, Moskwie, Czechosłowacji, Niemczech, Włoszech, Meksyku oraz w Chinach, a także wykładowcą Instytutu Wychowania Fizycznego i Sportu (IEPS) w Algierze oraz w Szkole Trenerów PZPN w Warszawie, gdzie zasiadał również w radzie programowej. 
Kształcił ośmiu przyszłych selekcjonerów reprezentacji Polski w piłce nożnej: Andrzeja Strejlaua, Antoniego Piechniczka, Henryka Apostela, Władysława Stachurskiego, Zbigniewa Bońka, Janusza Wójcika, Pawła Janasa i Jerzego Engela. Poza tym 43. trenerów PZPN pracujących następnie z różnorakimi reprezentacjami kraju (olimpijską, młodzieżową, juniorską); ponad 50. trenerów I ligi, ponad 50 – II ligi oraz 15 trenerów koordynatorów okręgowych. Jest twórcą  sposobu kształcenia instruktorów i trenerów II klasy piłki nożnej w AWF Warszawa, uwzględniającego pierwsze autorskie opracowanie testu sprawności specjalnej dla kandydatów i studentów specjalizacji. Twórca sekcji piłki nożnej przy AZS-AWF uczestniczącej w rozgrywkach mistrzowskich WOZPN (jako eksperymentalnego warsztatu pracy dla przyszłych trenerów).
Autor 25. podręczników i 7. książek (wydanych również w językach obcych; rosyjskim, niemieckim, hiszpańskim, włoskim, greckim i gruzińskim) z zakresu: teorii i metodyki piłki nożnej. Opublikował ponad 150 artykułów w czasopismach krajowych i zagranicznych o tematyce sportowej.  
Jest malarzem amatorem, tworzy karykatury, samodzielnie ilustrował pisane przez siebie książki. 

## Ważne publikacje
- Technika piłki nożnej: Sport i Turystyka, 1987, ISBN 83-217-2554-6
- Piłka nożna. Trening: Sport i Turystyka, 1987
- Taktyka piłki nożnej: Sport i Turystyka, 1989, ISBN 83-217-2679-8
- ABC młodego piłkarza. Nauczanie techniki: Zysk i S-ka, 2006, ISBN 83-7298-936-2

## Odznaczenia
- Krzyż Oficerski Orderu Odrodzenia Polski (1990)
- Krzyż Kawalerski Orderu Odrodzenia Polski (1985)
- Złoty Krzyż Zasługi (1977)
- Srebrny Krzyż Zasługi (1969)
- Medal Komisji Edukacji Narodowej (1982)
- Złota Odznaka „Zasłużony Działacz Kultury Fizycznej”

## Nagrody i wyróżnienia
- Złota Odznaka AZS (1957)
- Złota odznaka PZPN (1962)
- Odznaka 100-lecia Sportu Polskiego (1967)
- Medal 100-lecia Sportu Warszawskiego
- Medal 75-lecia PZPN (1994)
- Medal Za Wybitne Osiągnięcia Sportowe AWF Warszawa (1994)
- Honorowe członkostwo PZPN (1999)
- Brylantowa odznaka PZPN (2006)